# Thomas W. Lamont
Thomas William Lamont, Jr. (30 septembre 1870 - 2 février 1948) est un banquier américain.

## Biographie
Il fut membre du Council of Foreign Relations. Il joua un rôle majeur pour la banque JP Morgan dans le Plan Dawes et le plan Plan Young.